# Die Schuldigkeit des ersten Gebots
Die Schuldigkeit des ersten Gebots, in italiano L'obbligo del primo comandamento (K 35) è un Singspiel sacro, ovvero una sorta di oratorio in lingua tedesca scritto fra il 1766 e il 1767 da Wolfgang Amadeus Mozart (prima parte), Johann Michael Haydn (seconda parte), Anton Cajetan Adlgasser(terza parte).

## Genesi
La composizione fu commissionata dall'allora Arcivescovo di Salisburgo. È divisa in tre parti: la prima di esse – giunta fino a noi – fu composta da Wolfgang Amadeus Mozart che all'epoca aveva poco più di dieci anni; le altre due, scritte da Johann Michael Haydn e da Anton Cajetan Adlgasser sono andate perdute. La leggenda vuole che l'alto prelato, incuriosito ma diffidente in merito alle doti fuori del comune del piccolo Mozart, abbia preteso che il bambino scrivesse la parte a lui affidata sotto la sua sorveglianza, senza aiuto o interferenze da parte di altre persone. In realtà tutti i recitativi appartengono alla mano di Leopold Mozart, padre di Wolfgang, ma si ignora se il suo aiuto si sia spinto oltre.
La paternità del libretto è stata accertata solo nella seconda metà del Novecento. L'originale porta soltanto la sigla J.A.W., e si è discusso a lungo se gli autori fossero Johann Adam Wieland oppure Jakob Anton Marianus Wimmer, all'epoca autori in voga per questo genere di testi. Soltanto nel 1957 fu scoperto un diario del padre benedettino salisburghese, Bede Hübner, in cui si afferma che il testo di questa composizione fu scritto da "Herr Weiser", dunque Ignaz Anton Weiser, all'epoca consigliere a Salisburgo.

## Cast della prima assoluta
| Personaggio            | Tipologia vocale | Interpreti della prima 12 marzo 1767 |
| ---------------------- | ---------------- | ------------------------------------ |
| Un Cristiano           | tenore           | Joseph Meissner                      |
| Lo Spirito cristiano   | tenore           | Franz Anton Spitzeder                |
| Lo Spirito mondano     | soprano          | Maria Anna Fesemayr                  |
| La Misericordia divina | soprano          | Maria Magdalena Lipp in Haydn        |
| La Giustizia divina    | soprano          | Maria Anna Braunhofer                |

## Argomento
Non è presente una vera e propria trama bensì un argomentare tra un aderente al Cristianesimo, la Giustizia, la Misericordia, lo Spirito mondano e lo Spirito cristiano che dibattono sulle possibilità di salvezza dell'anima dei mortali. L'ambientazione è un giardino ameno, accanto a un boschetto. Il testo è ricco di magniloquenti citazioni in latino tratte dalla Bibbia.

## Organico e articolazione
La prima parte dell'opera – quella mozartiana, giunta fino a noi – è scritta per orchestra (il cui organico prevede archi, due flauti, due oboi, due fagotti, due corni, trombone contralto e basso continuo), tre soprani e due tenori. La sua durata è di circa novanta minuti. Consiste di una sinfonia di apertura, sette arie corredate da cadenza e colorature, diversi recitativi ed un terzetto finale. Da segnalare in particolare l'aria Ein ergrimmter Löwe brüllt e l'assolo di trombone contralto nel numero Jener Donnerworte Kraft. Un'altra aria - Manches Übel will zuweilen - verrà poi ripresa da Mozart nel 1768 per la sua prima opera, La finta semplice.

## Prima esecuzione e riprese moderne
La prima parte fu rappresentata per la prima volta il 12 marzo 1767 nella Sala dei Cavalieri del Palazzo dell'Arcivescovado di Salisburgo, la seconda il 19 marzo, la terza il 26. Nel repertorio corrente è entrata a partire dagli anni cinquanta del XX secolo. Dopo il debutto salisburghese alla presenza del giovanissimo Mozart, le rappresentazioni di cui si ha notizia sono avvenute a Londra nel 1952 (alla Royal Festival Hall, in forma di concerto) e nel 1968 (al Camden Festival, in forma di rappresentazione teatrale). Tutt'oggi è rappresentata con una certa regolarità registrando un notevole aumento di allestimenti nel 2006, in occasione del 250º anniversario della nascita di Mozart, anno in cui è stata inserita nel cartellone dell'edizione 2006 del Rossini Opera Festival che ha inteso così gemellare i precoci talenti compositivi sia del grande salisburghese sia di Gioachino Rossini.

## L'autografo
L'autografo è conservato in Inghilterra, precisamente nella Biblioteca Reale del Castello di Windsor.